# Oncopsia enderleini
Oncopsia enderleini är en tvåvingeart som beskrevs av Willi Hennig 1937. Oncopsia enderleini ingår i släktet Oncopsia och familjen Neriidae. Inga underarter finns listade i Catalogue of Life.